# Йомер паша Къзълхисарлъ
Йомер (Омер) паша Къзълхисарлъ (на турски: Ömer Paşa, Kızılhisarlı) е османски офицер и чиновник.

## Биография
Роден е в Казълхисар и затова носи прякора Къзълхисарлъ. От юли 1840 до юли 1843 година е валия на Солун. От юли 1843 до април 1844 година е валия на Караманския вилает в Кония. От декември 1845 до януари 1847 е валия на Румелийския еялет. След това от август 1852 до юли 1854 година е валия на Харпутския санджак на Диарбекирския вилает в Харпут.
От септември 1855 г. до септември 1856 г. отново е румелийски валия. Второто му идване в Битоля съвпада с падането на Севастопол през септември 1855 година. Омер паша връща в управлението старите корупционни практики и енергично се противопоставя на всички опити на европейските представители да се намесят в полза на реформите във вътрешните дела на пашалъка.
Умира в 1859 година.